# Blattschwanzgeckos

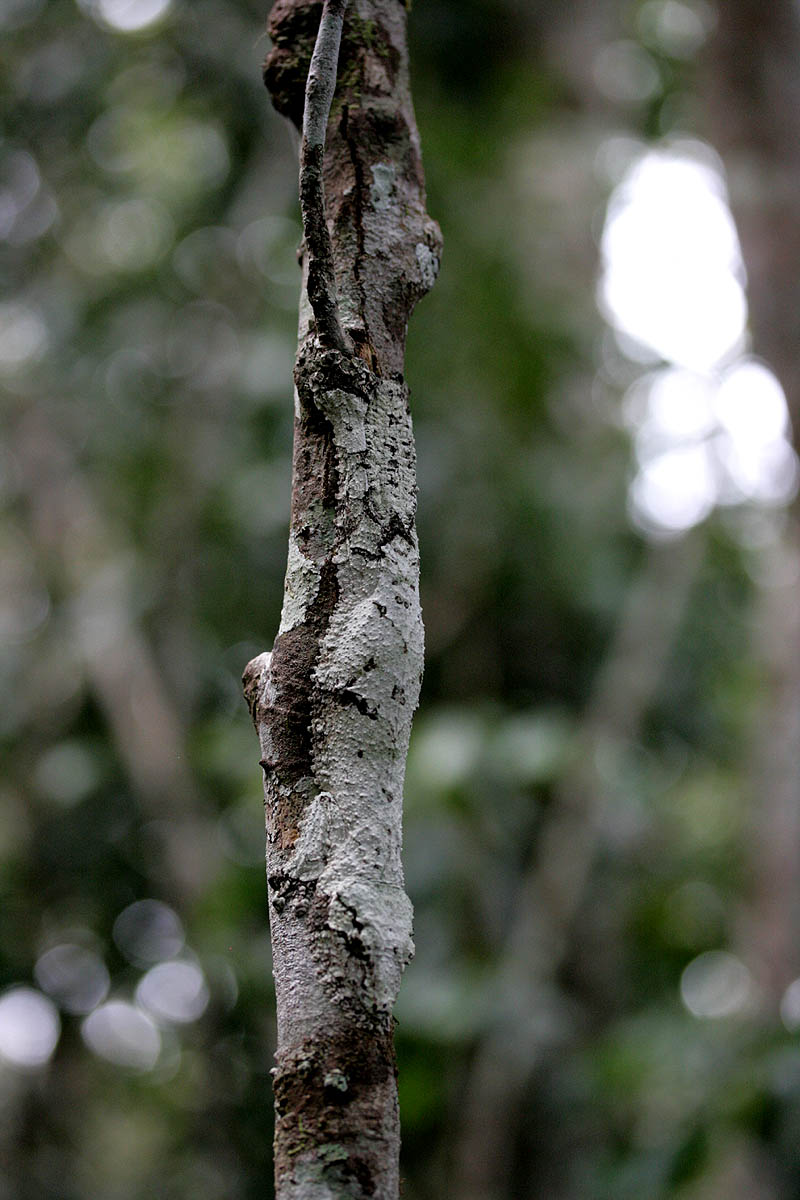
Uroplatus sikorae in Madagaskar

Die Blattschwanzgeckos (englisch: leaf-tailed gecko) oder Plattschwanzgeckos (Uroplatus [griechisch: uro = Schwanz; platus = platt]), auch Uroplaten genannt, sind 8 bis 30 Zentimeter große nachtaktive Echsen. Ihre Farbe ist zumeist grün bis braun, reicht aber bis hin zu völligem Schwarz. Auch rote Tupfer und bläuliche Zeichnungen sind beobachtet worden. Besonderes Merkmal ist der namengebende blattförmige, flache Schwanz, der bei allen Arten zu finden ist. Uroplatus besitzt die für nachtaktive Reptilien typischen schlitzartigen Pupillen.
Den Tag verbringen die meisten Arten gut getarnt flach auf Ästen liegend (Mimese), selten auch in hohlen Stämmen oder im Laubwerk.
Uroplatus verfügen über Haftzehen, die es den Tieren erlauben, selbst auf senkrechten Glasscheiben Halt zu finden. Darüber hinaus verfügen Blattschwanzgeckos über einziehbare kleine Krallen, die zusätzliche Sicherheit auf senkrechten Flächen bieten.

## Verbreitung
Blattschwanzgeckos sind Endemiten Madagaskars und seiner vorgelagerten Inseln. Die Tiere bewohnen sowohl flachere, bewaldete Küstenstreifen als auch hoch gelegene Bergregionen.

## Haltung in menschlicher Obhut
Blattschwanzgeckos sind insbesondere aufgrund ihrer klimatischen Ansprüche heikle Pfleglinge und gehören nur in die Hände von erfahrenen Haltern. Einige Arten benötigen Nachttemperaturen deutlich unter 20 °C.
Die Fortpflanzung erweist sich meist als durchaus kompliziert, Nachzuchten gelingen bei der richtigen Haltung aber regelmäßig. Als Eiablageort dient meist die Laubschicht am Boden, gelegentlich aber auch Blattachseln oder Höhlenverstecke. Da die Blattschwanzgeckos in der freien Wildbahn gefährdet sind, sind sie vollständig im Anhang 2 des Washingtoner Artenschutz-Übereinkommens aufgeführt. Im Jahr 2006 wurde der Export dieser Tiere aus Madagaskar nahezu vollständig eingestellt.

## Arten
Die Gattung Uroplatus umfasst derzeit 15 Arten:
- Uroplatus alluaudi Mocquard, 1894
- Uroplatus ebenaui (Boettger, 1879)
- Uroplatus fimbriatus (Schneider, 1797)
- Uroplatus finiavana Ratsoavina, Louis Jr., Crottini, Randrianiaina, Glaw & Vences, 2011
- Uroplatus garamaso  Glaw, Köhler, Ratsoavina, Raselimanana, Crottini, Gehring, Böhme, Scherz & Vences, 2023[1]
- Uroplatus giganteus Glaw, Kosuch, Henkel, Sound & Böhme, 2006
- Uroplatus guentheri Mocquard, 1908
- Uroplatus henkeli Böhme & Ibisch, 1990
- Uroplatus lineatus (Duméril & Bibron, 1836)
- Uroplatus malahelo Nussbaum & Raxworthy, 1994
- Uroplatus malama Nussbaum & Raxworthy, 1995
- Uroplatus phantasticus (Boulenger, 1888)
- Uroplatus pietschmanni Böhle & Schönecker, 2004
- Uroplatus sameiti Böhme & Ibisch, 1990
- Uroplatus sikorae Boettger, 1913